# Reator A3W
O A3W é um reator nuclear naval utilizado pela Marinha dos Estados Unidos para fornecer geração de eletricidade e propulsão em navios de guerra. Como todos os reatores operacionais da marinha dos estados unidos, foi um reator de água pressurizada (PWR). A designação A3W significa:
- A = Reator utilizado em porta-aviões
- 3 = Terceira geração de reatores projetado pelo contratante
- W = Westinghouse, a designer contratada

## História
O reator foi criado para o uso a bordo do USS John F. Kennedy. Este projeto com quatro reatores foi concebido para reduzir os custos envolvidos na construção e operação, em comparação com a Enterprise e seus oito reatores nucleares. Cada reator A3W deveria desempenhar uma potência de 33,5 MW a 37,3 MW..
Logo no início da construção, o Secretário da Marinha, mudou os planos para economizar dinheiro e caldeiras de combustível fóssil  foram instalados no Kennedy.
O retorno do uso energia nuclear nos porta-aviões veio com a Classe Nimitz, com cada navio usando dois A4W. Mesmo com a configuração de apenas 2 reatores, com cada núcleo proporcionando um rendimento térmico maior, sendo relativamente menos caro do que os modelos anteriores, a usina ainda representa cerca de metade do custo total do navio.